# Conduit auditif externe humain

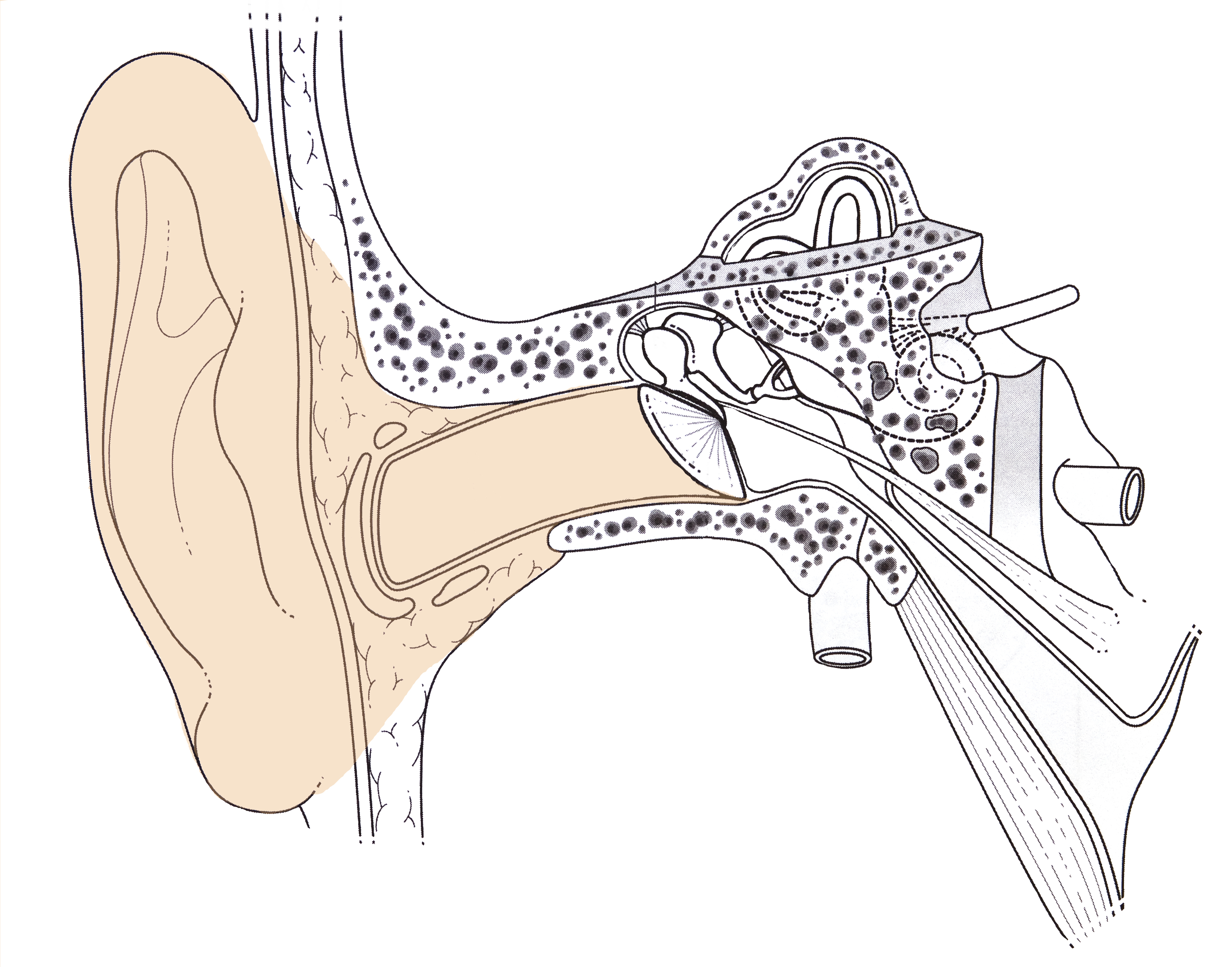
Schéma de l'oreille externe (coloré)

Cet article ne traite que l'anatomie humaine. Le conduit auditif externe, appelé aussi canal auriculaire ou méat acoustique externe, est la partie de l'oreille externe, située entre le pavillon et le tympan.
Pour le conduit auditif externe des animaux, voir l'article principal : oreille.

## Description
C'est un canal ostéocartilagineux mesurant 25 mm de long et de 8 à 10 mm de diamètre, qui dans le plan horizontal présente une double courbure en « S », dans le plan vertical il est ascendant puis descendant à partir de l'isthme du conduit (partie rétrécie médiane). Sa forme générale est celle d'un cylindre aplati d'avant en arrière.

## Structure
- Une charpente fibrocartilagineuse en dehors, et osseuse en dedans :
  - la partie cartilagineuse forme le cartilage du méat acoustique qui fait suite au cartilage de l'auricule. Elle est rattachée à la partie osseuse par une formation fibreuse sur tout son pourtour,
  - la partie osseuse est creusée dans l'os temporal et représente la moitié du conduit, soit 14 à 16 mm. Elle est constituée de la gouttière tympanale, qui est soudée à l'écaille temporale.

- Le revêtement cutané :

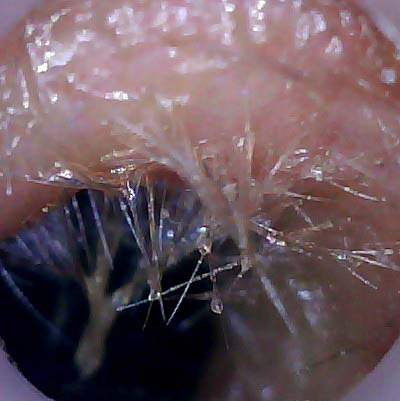
Pilosité et cérumen dans le conduit auditif externe humain

  - épaisseur : dans sa partie distale, qui recouvre le cartilage, l'épaisseur est marquée entre 0,5 à 1 mm avec un derme bien net. Dans la partie osseuse, l'épaisseur est de 0,2 mm sans derme, la peau recouvre le périoste et devient très fragile ;
  - les follicules pileux : nombreux dans le tiers externe du conduit, très peu marqués vers l'intérieur ;
  - les glandes cérumineuses : localisées sur les parois en anneaux dans le tiers externe du conduit (zone fibro-cartilagineuse), réparties dans le derme à sa partie inférieure. Le cérumen imprègne la partie distale du conduit. En recouvrant la peau, le cérumen rend celle-ci hydrophobe et s'oppose à la pénétration des germes.

## Rapports anatomiques
La paroi antérieure est directement en rapport avec l’articulation temporo-mandibulaire, ce trait explique qu'il soit possible d'agrandir la lumière du conduit en ouvrant la bouche. Cette proximité explique également les fréquentes confusions entre douleur de l'articulation et otalgie. Les atteintes articulaires par mauvaise congruence dentaire, très algique, peuvent en imposer pour des problèmes otitiques.

## Neuroréflexes du conduit auditif externe humain
Des réflexes peuvent être mis en évidence par la stimulation du conduit auditif externe humain, :
- le réflexe rouge[3] ;
- le réflexe d'Arnold[4] ;
- le réflexe lymphatique ;
- le réflexe de Kisch.

## Galerie Anatomie

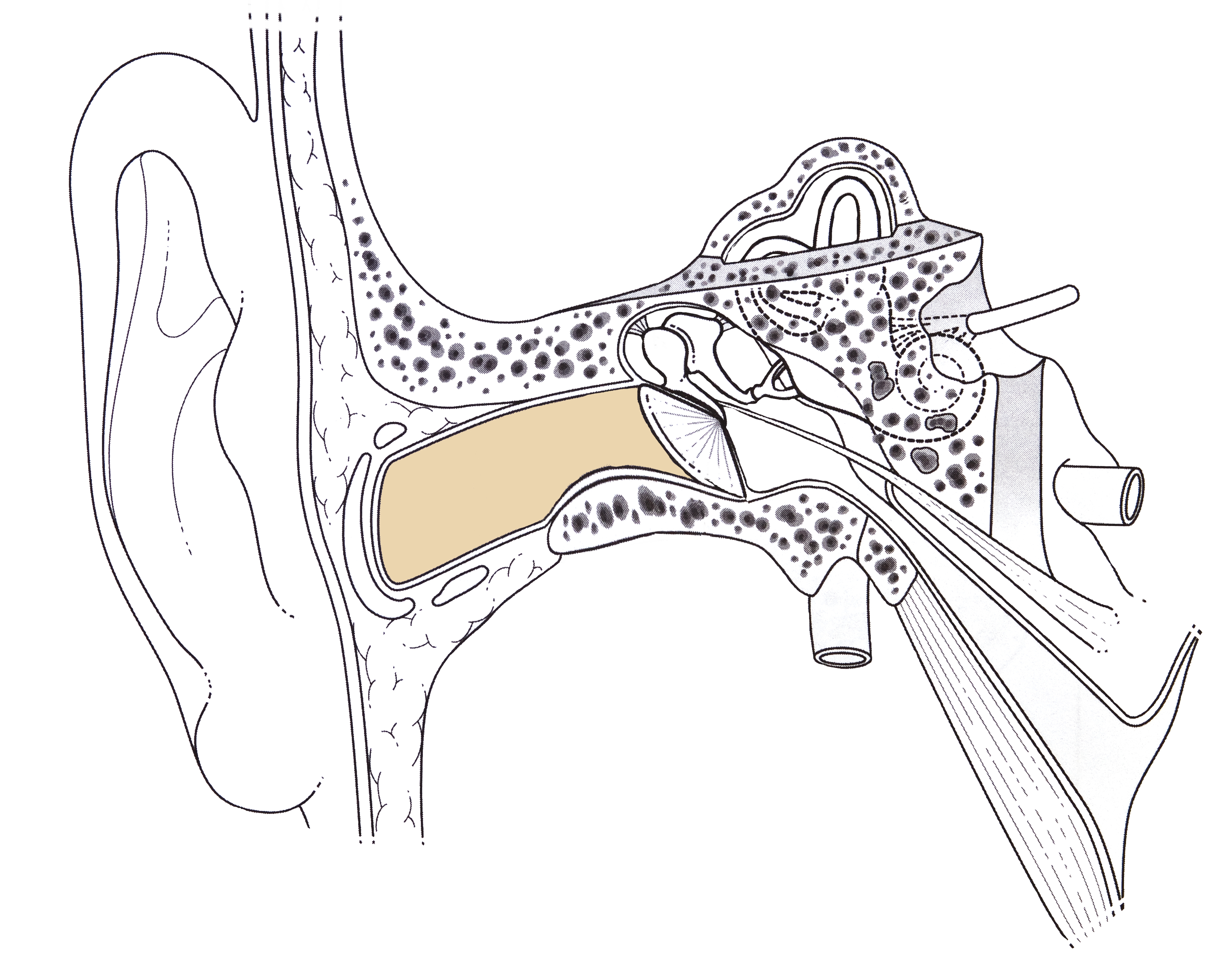
Conduit auditif externe droit Schéma
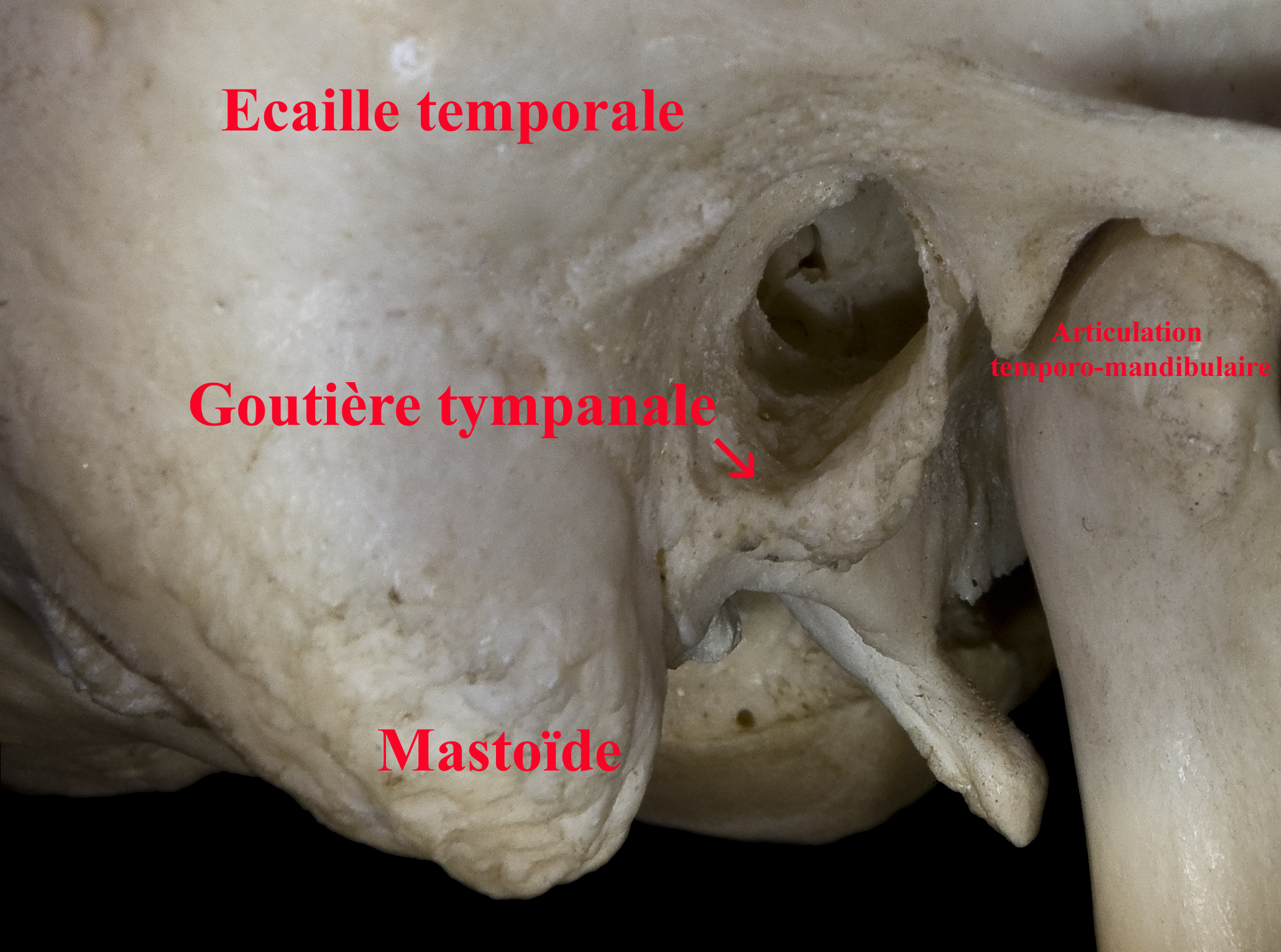
Conduit auditif externe droit (Ostéologie)
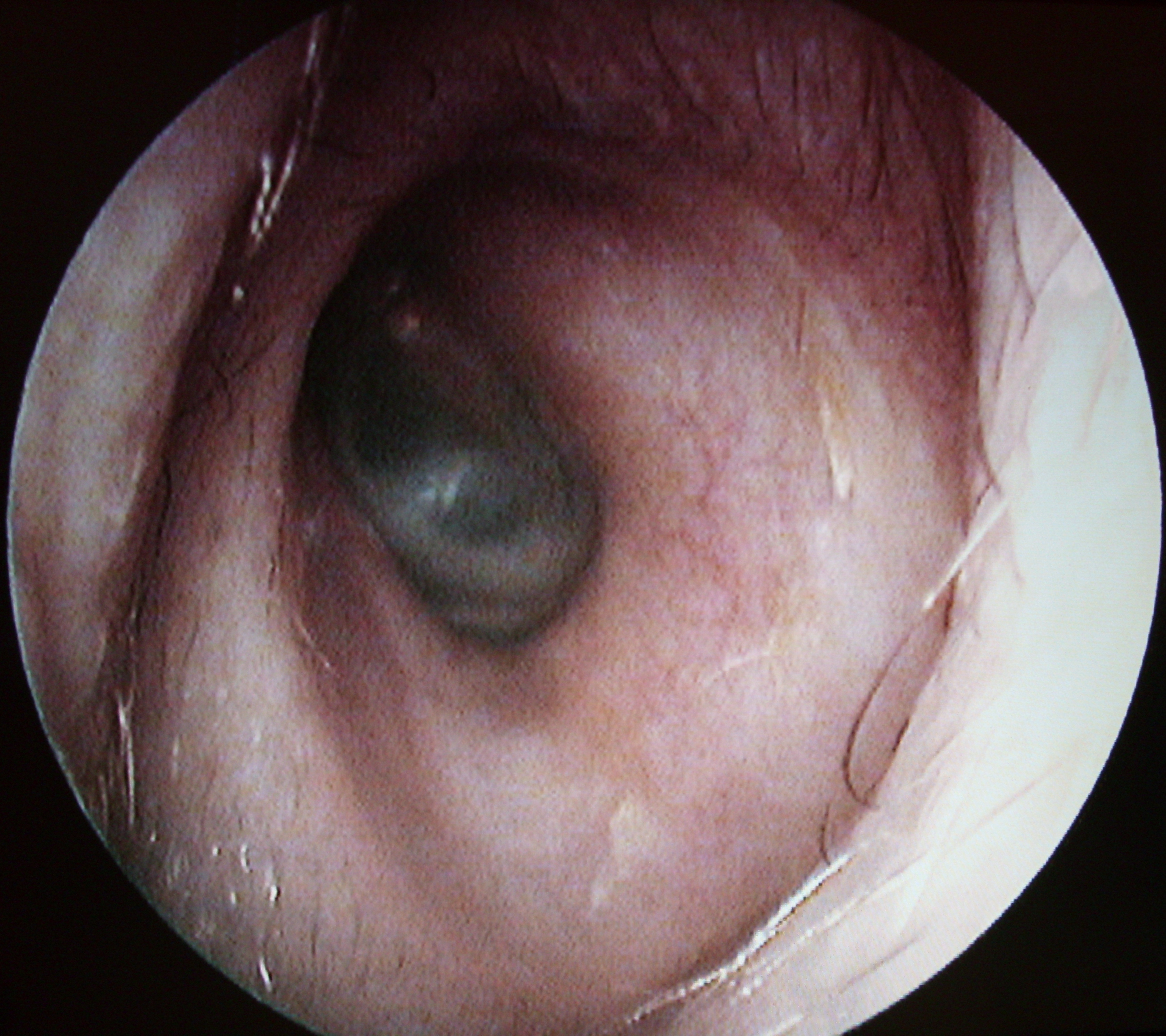
Conduit auditif externe gauche, au fond le tympan

## Galerie Pathologie

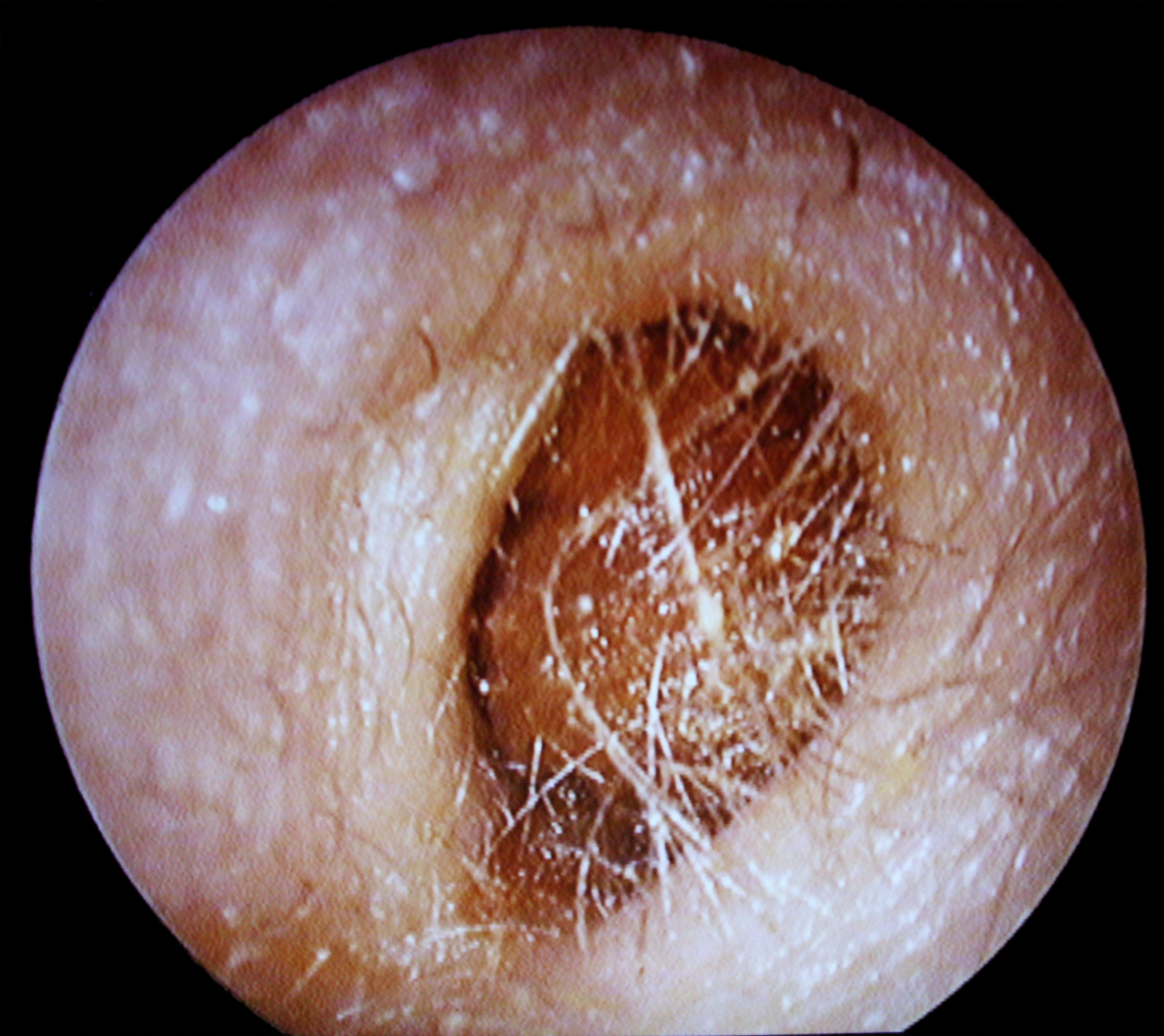
Bouchon de cérumen complet dans le conduit auditif
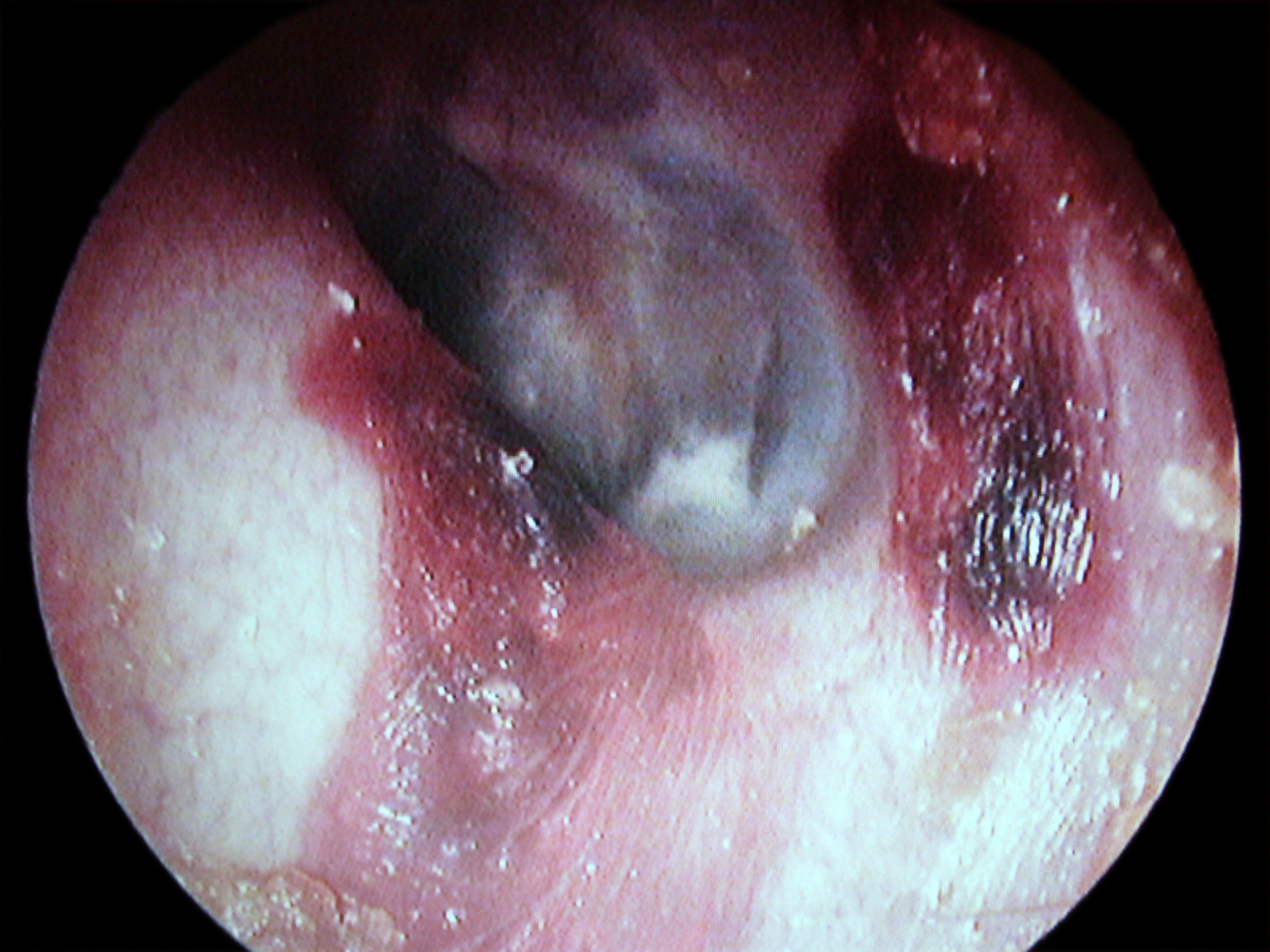
Hématome du conduit auditif externe gauche post coton tige
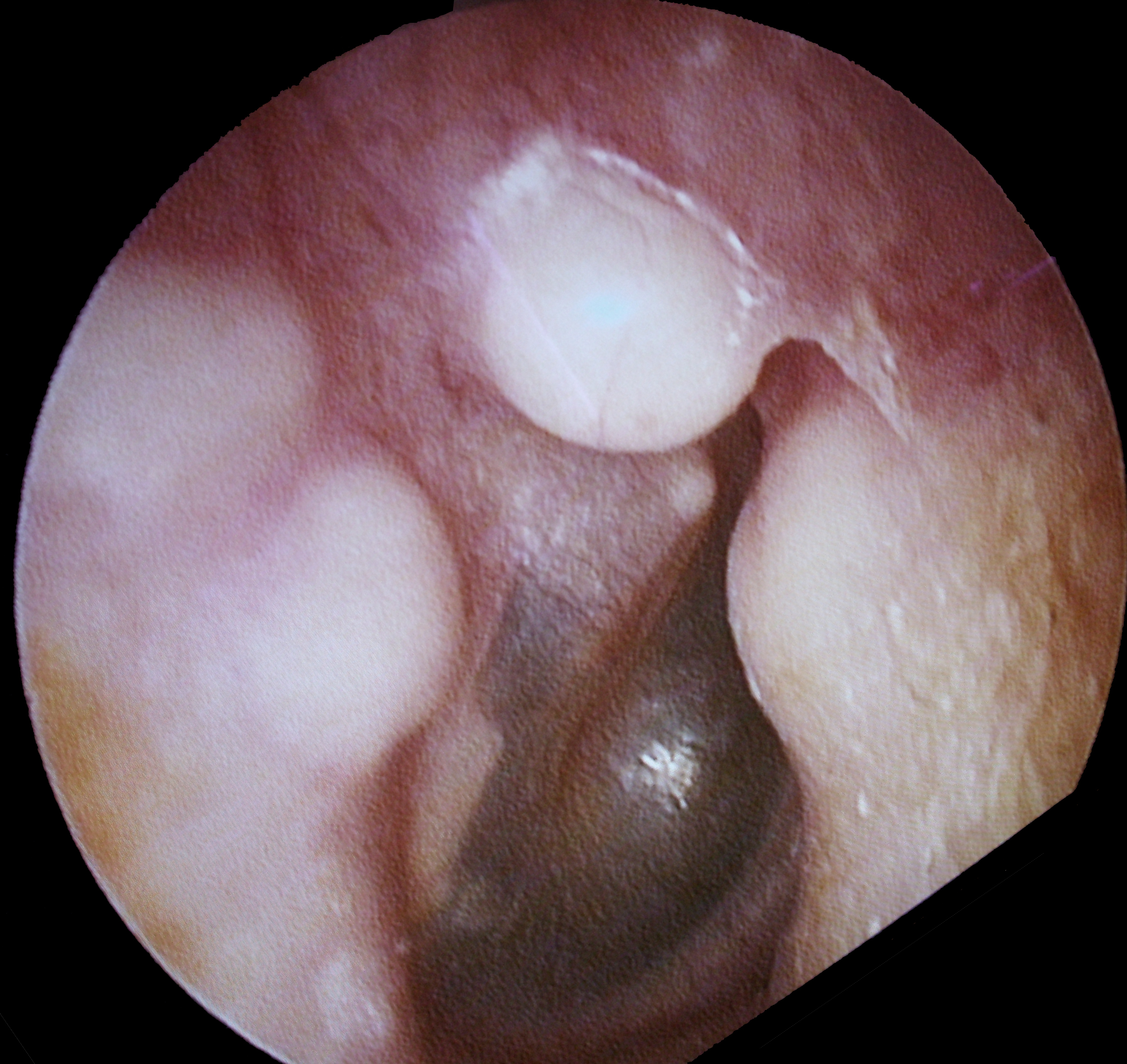
présence d'exostose dans le conduit auditif externe droit

## Atteintes de l'oreille externe
- Corps étrangers (morceau de coton, insecte...) et bouchon de cérumen

- Hématome
- Infection ou inflammation avec possibilité de furoncle ou d'otite externe diffuse.
- Exostose
- Eczéma